# Resultats electorals a Deià
D’ençà de la recuperació de la democràcia, partits de caràcter conservador han guanyat totes les eleccions al municipi de Deià. Han estat batles del poble Epifanio Apesteguia Díaz (primer per UCD i posteriorment per Unió Mallorquina), Josep Salas Santos (també per UM), Francesc Xavier Salas Santos (inicialment per UM i després pel Partit Popular), i Jaume Crespí Deyà (PP).

## Juny de1987
En aquestes eleccions concorregueren Unió Mallorquina (UM), el Partit Socialista Obrer Espanyol (PSOE), Alianza Popular-Partido Liberal (AP-PL) i Esquerra Independent de Deià (EID).
Acudiren a les urnes 290 dels 338 deianencs que hi foren cridats, és a dir, el 85,8%. 288 vots foren per a candidatures, 2 en blanc.
Com a resultat d'aquesta votació fou elegit batlle en Francesc Xavier Salas Santos.

## Maig de1991
En aquestes eleccions només varen concórrer 3 candidatures: una coalició entre UM i el Partit Popular (PP), el PSOE i un grup independent, Progressistes de Deià.
L'abstenció va créixer considerablement, ja que dels 345 deianencs amb dret a vot només varen exercir-lo 278 (el 80,58%). Hi va haver 1 vot nul, 4 en blanc i 273 a candidatures.
Amb aquests resultats tornà a sortir elegit en Francesc Xavier Salas Santos, del PP-UM; aquesta coalició va recollir els vots que en les passades eleccions havien tret per separat els dos partits. Els grans perjudicats foren els socialistes, que amb una davallada de quasi el 50% dels vots perderen el seu únic regidor. En canvi, la candidatura novella de Progressistes de Deià es va fer amb l'únic regidor de l'oposició.
Fou durant aquesta legislatura en què el PP feu el famós "abrazo del oso" a UM quan l'any 1993 el popular President del Govern Gabriel Cañellas Fons va destituir la líder regionalista Maria Antònia Munar com a consellera d'Educació i Cultura del Govern Balear i gran part d'Unió Mallorquina es va passar al Partit Popular. El que havia estat UM de Deià es passà gairebé en bloc al PP.

## Maig de1995
D'un cens electoral de 368 ciutadans n'acudiren a les urnes 302 (el 83,43%), dels quals 285 votaren a candidatures, 14 en blanc i 3 nul.
Les candidatures que concorrien a les eleccions eren PP, UM i PSOE.
Amb aquests resultats tornà a sortir elegit en Francesc Xavier Salas Santos, aquesta vegada amb majoria unànime, convertint-se Deià en una raresa democràtica: era un poble sense oposició al Ple. El PSOE, tot i que recuperà alguns vots, no aconseguí tornar a tenir cap regidor, i UM estava passant la seva particular travessia pel desert no només havent-se quedat sense batlia sinó sense aconseguir representació.

## Juny de1999
L'abstenció aquesta vegada fou del 17,51%, però el nombre de votants s'incrementà d'una forma espectacular: votaren 358 dels 434 que podien fer-ho. Hi va haver 1 vot nul, 4 en blanc i 353 que es repartiren entre les dues candidatures que pugnaven per la batllia: UM i PP.
Francesc Xavier Salas Santos es tornà a alçar amb la vara de batlle, però aquesta vegada el PP no havia d'estar sol a la sala de plens: UM va aconseguir dos regidors; si bé l'intent de capitalitzar tota l'oposició al Partit Popular no va aconseguir treure'l del poder UM va multiplicar per més de 3 els votants dels darrers comicis.

## Maig de2003
A les eleccions municipals de 2003, la candidatura encapçalada per Jaume Crespí Deyà, sota les sigles del PP, va obtenir 189 vots i 4 regidors, cosa que li permeté governar en solitari. A l’oposició hi quedaren Unió Mallorquina (amb 119 vots i 2 regidors, liderada per Lluc Oliver) i l’Agrupació DEIA, que amb 63 vots obtingué un regidor –un lloc que fou ocupat primer per Francesca Deyà Ferriol i després per Maria Ignàsia Pérez Pastor. El PSOE també es presentà a les eleccions, però amb només 19 vots no aconseguí representació.
El mateix dia se celebraren les eleccions autonòmiques al Parlament de les Illes Balears, on el PP tornà a ser la força més votada a Deià amb 171 vots, seguit d’UM amb 76, el PSOE amb 52, Esquerra Nacionalista (-EN) amb 27, i EU–eV amb 18. Altres candidatures sumaren 2 vots.
D'un total de 492 electors només acudiren a les urnes 392 (79,67%). 2 d'ells votaren en blanc i els restants 390 a candidatures.
Aquell any es varen presentar el PP, UM, el PSOE i una agrupació d'electors, Agrupació DEIA.

El PP, per primera vegada en 16 anys no s'ha presentava en Francesc Xavier Salas, va resistir la pujada de l'oposició: tot i perdre quasi 60 vots només va perdre 1 regidor i va tornar a obtenir majoria absoluta, si bé per molt poc. Era la primera vegada en la història del poble que cap dels partits aconseguia més del 50% dels sufragis. Fou investit batlle el popular Jaume Crespi Deyà.
UM va augmentar lleugerament el nombre de votants però es va quedar amb els dos regidors que ja tenia, mentre que Agrupació DEIA va obtenir el que el PP havia perdut. El PSOE no va aconseguir representació.

## Maig de2007
En les eleccions locals del 27 de maig de 2007, el PP revalidà la seva majoria absoluta, aquest cop amb 207 vots i 4 regidors. A l’oposició, l’Agrupació DEIA –que es presentava en coalició amb el PSM–EN i el PSIB–PSOE– incrementà la seva representació amb 99 vots i 2 regidors, encapçalada per Maria Ignàsia Pérez Pastor. Unió Mallorquina, amb 92 vots, obtingué només un regidor, que fou Javi Deyà Caamaño.
Aquell mateix dia, a les eleccions autonòmiques, el PP tornà a ser el partit amb més suport a Deià amb 172 vots, seguit del PSOE (73), UM (41), Bloc per Mallorca (43) i altres candidatures (3). Pel que fa al Consell de Mallorca, els resultats foren semblants: el PP sumà 168 vots, UM 58, el PSOE també 58, Bloc per Mallorca 45, i altres 1 vot.
Varen votar 401 persones de 519 (el 77,26%). D'aquests 1 vota nul, 2 en blanc i 398 a candidatures.
El panorama polític varià poc: es tornaren a presentar el PP i UM, com també ho feu l'Agrupació DEIA, tot i que aquesta vegada coaligada amb el PSM-EN i el PSIB-PSOE.
En aquestes eleccions el PP va recuperar una mica del camp perdut, però es quedà amb els 4 escons que li havien garantit la majoria absoluta durant la passada legislatura i amb els que en Jaume Crespí Deyà tornà a alçar-se amb la vara de batllia.
El canvi succeí a l'oposició: Agrupació DEIA, amb un creixement de quasi el 50%, va passar d'1 a 2 regidors, justament el que perdia UM, el gran damnificat d'aquests comicis.

## Maig de2011
A les eleccions municipals del 22 de maig de 2011, el PP, amb Jaume Crespí Deyà com a cap de llista, revalidà una vegada més la majoria absoluta amb 183 vots i 4 regidors. A l’oposició, l’Agrupació DEIA –aquesta vegada en coalició amb el PSM–EN, el PSIB–PSOE i IniciativaVerds– obtingué un notable increment de suport amb 164 vots i 3 regidors, encapçalada per Lluís Enric Apesteguia Ripoll. Tot i això, el PP aconseguí mantenir el govern municipal. Posteriorment, arran de la dimissió de Crespí, la quarta de la llista, Magdalena López Vallespir, assumí la batllia.
En les eleccions autonòmiques celebrades aquell mateix dia, el PP obtingué 135 vots a Deià, mentre que el PSOE en sumà 69, i la coalició PSM–IniciativaVerds–Entesa en recollí 67. Altres candidatures sumaren 24 vots. Pel que fa al Consell de Mallorca, el PP també fou el partit més votat (140 vots), seguit de PSM–IniciativaVerds–Entesa (70), el PSOE (63) i altres (20).
Varen votar 358 persones de 490 (el 73,06%). D'aquests 5 vots nuls, 6 en blanc i 347 a candidatures.
El panorama polític quedà marcat per la desaparició d'UM, l'ex dirigent de la qual es va presentar a les llistes del PP. Els populars únicament es van haver d'enfrontar amb l'Agrupació DEIA, coaligada amb el PSM-Entesa Nacionalista, el PSIB-PSOE i IniciativaVerds.
En aquestes eleccions el PP va revalidar la seva majoria absoluta i en Jaume Crespí Deyà tornà a alçar-se amb la vara de batllia. Tanmateix, no va aconseguir sumar els vots de l'extinta UM, que anaren a parat a l'Agrupació DEIA, que experimentà un nootable creixement i la suma d'un altre regidor.

## Maig de2015
Varen votar 366 persones de 493 (el 74,24%). D'aquests 1 votà nul, 2 en blanc i 363 a candidatures.
El panorama polític varià considerablement: arran d'una denúncia, d'Agrupació DEIA, per presumpta prevaricació administrativa contra la batlessa Magdalena López, la candidatura del PP deixà aquest partit per no compartir la doctrina de José Ramón Bauzá segons la qual els imputats havien de dimitir i es presentà com una agrupació d'electors anomenada Junts X Deià, fundant un nou partit d'ambit local. L'Agrupació DEIA aquest cop es va presentar tota sola i sense coalitzar-se amb altres partits.
En aquestes eleccions Junts X Deià, no va notar cap càstig pel cas de presumpta corrupció que l'amenaçava ni va patir el canvi de partit, la qual cosa li va permetre mantenir la majoria absoluta. Magdalena López i Vallespir tornà a alçar-se amb la vara de batllia.
Agrupació DEIA, malgrat un creixement del 8,5% i reduir la seva distància amb la candidatura conservadora a només 7 vots, va mantenir els 3 regidors que havia aconseguit el 2011.

## Maig de2019
Varen votar 377 persones de 482 (el 78,22%). D'aquests 1 votà nul, 3 en blanc i 374 a candidatures.
Els deianencs seguiren tenint dues opcions a l'hora de votar: per la banda progressista, es va mantenir la candidatura d'Agrupació DEIA; pel costat conservador, el PP (o la seva marca Junts X Deià) deixà de presentar-se després de dominar el panorama polític municipal durant 24 anys i fou substituït pel regionalisme d'El PI.
En aquestes eleccions la política deianenca patí un gir històric: després de 40 anys de majories absolutes conservadores, la candidatura unitària de l'esquerra Agrupació DEIA aconseguí el 69,15% dels vots i 5 regidors. Així, el 15 de juny de 2019 Lluís Enric Apesteguia Ripoll fou elegit per unanimitat (els 5 regidors de l'Agrupació DEIA i els 2 d'El PI) primer batle electe per una candidatura progressista